# The Kingston Trio
The Kingston Trio je američki folk i pop sastav koji se smatra najzaslužnijim za preporod američkog folka krajem 1950-ih i 1960-ih. Skupina je s radom započela u noćnom klubu u Zaljevskom području San Francisca, a činili su je Dave Guard, Bob Shane i Nick Reynolds. Godine 1960. je stekla veliku popularnost u SAD i u svijetu, zahvaljujući izvrsnim i dotada nezabilježenim prodajama gramofonskih ploča, koje su bitno utjecale na razvitak zabavne glazbe u SAD.
The Kingston Trio je popularnost počeo stjecati godine 1958. zahvaljujući svom prvom albumu na kome se nalazila hit-pjesma "Tom Dooley", koja je imala izvrsnu prodaju i kao singlica. The Trio je potom izdao devetnaest albuma koji su došli na Billboardovu listu Top 100, a četrnaest njih među prvih 10, a pet došli na prvo mjesto. Od studenog do prosinca 1959. su se četiri albuma grupe nalazila među deset najprodavanijih albuma, što je rekord koji neće biti oboren sljedećih 50 godina, a zbog čega se grupa dan-danas drži jednom od najuspješnijih po broju prodanih ploča.

## Vanjske poveznice
- The Kingston Trio službena stranica
- The Kingston Trio Place – fan stranica